# ۲۲ شوال
۲۲ شوال، بیست و دومین روز از ماه شوال در تقویم هجری قمری است.
در تقویم هجری قمری قراردادی این روز دویست و هشتاد و هشتمین روز سال است.

## درگذشتگان
- ۳۵۴- ابن حِبّان بُستی، محدث، فقیه و قاضی ایرانی-سجستانی.